# Rimling
Rimling är en kommun i departementet Moselle i regionen Grand Est (tidigare regionen Lorraine) i nordöstra Frankrike. Kommunen ligger i kantonen Volmunster som tillhör arrondissementet Sarreguemines. År 2022 hade Rimling 631 invånare.

## Befolkningsutveckling
Antalet invånare i kommunen Rimling
| Referens: INSEE |